# Faith Murray
Faith Murray née le 1er février 1951 à Stoke-on-Trent est une coureuse cycliste professionnelle anglaise.

## Palmarès sur route
- 1975
  - 37e de la course en ligne des championnats du monde de cyclisme sur route 1975
- 1977
  - 2e des championnats de Grande-Bretagne de cyclisme sur route

## Palmarès sur piste

### Championnats nationaux
- 1971
  - 3e de la vitesse
- 1972
  -  Championne de Grande-Bretagne de vitesse
- 1973
  -  Championne de Grande-Bretagne de vitesse
- 1974
  -  Championne de Grande-Bretagne de vitesse
- 1975
  -  Championne de Grande-Bretagne de vitesse
- 1976
  -  Championne de Grande-Bretagne de vitesse
- 1977
  -  Championne de Grande-Bretagne de vitesse
- 1979
  - 2e de la vitesse